# Società Sportiva Lazio Calcio Femminile 2008-2009
Questa voce raccoglie le informazioni riguardanti la Società Sportiva Lazio Calcio Femminile nelle competizioni ufficiali della stagione 2008-2009.

## Rosa
Rosa e ruoli tratti dal sito Football.it
| N. |                   | Ruolo | Calciatrice                |
| -- | ----------------- | ----- | -------------------------- |
|    | Italia (bandiera) | P     | Mimma Fazio                |
|    | Italia (bandiera) | P     | Clarice Morelli            |
|    | Italia (bandiera) | D     | Caterina Capolunghi        |
|    | Italia (bandiera) | D     | Daniela Di Bari (capitano) |
|    | Italia (bandiera) | D     | Alice Ferrazza             |
|    | Italia (bandiera) | D     | Valentina Lanzieri         |
|    | Italia (bandiera) | D     | Federica Savini            |
|    | Italia (bandiera) | D     | Annalisa Signoriello       |
|    | Italia (bandiera) | C     | Michela De Angelis         |
|    | Italia (bandiera) | C     | Siria De Angelis           |
|    | Italia (bandiera) | C     | Silvia De Luca             |

| N. |                    | Ruolo | Calciatrice           |
| -- | ------------------ | ----- | --------------------- |
|    | Italia (bandiera)  | C     | Jlenia Giannone       |
|    | Italia (bandiera)  | C     | Martina Maggi         |
|    | Italia (bandiera)  | C     | Adriana Ricciardi     |
|    | Italia (bandiera)  | C     | Michela Sulfaro       |
|    | Italia (bandiera)  | C     | Clarissa Romanzi      |
|    | Italia (bandiera)  | A     | Sara Berarducci       |
|    | Italia (bandiera)  | A     | Fabiana Colasuonno    |
|    | Italia (bandiera)  | A     | Giorgia Fiaschi       |
|    | Italia (bandiera)  | A     | Noemi Lo Buono        |
|    | Romania (bandiera) | A     | Florentina Spânu Olar |

## Calciomercato

### Sessione estiva
| Acquisti | Acquisti              | Acquisti | Acquisti   |
| R.       | Nome                  | da       | Modalità   |
| -------- | --------------------- | -------- | ---------- |
| P        | Mimma Fazio           | Reggiana | definitivo |
| D        | Federica Savini       | Colonna  | definitivo |
| A        | Florentina Spânu Olar | Clujana  | prestito   |

| Cessioni | Cessioni | Cessioni | Cessioni |
| R.       | Nome     | a        | Modalità |
| -------- | -------- | -------- | -------- |
|          |          |          |          |

### Sessione invernale
| Acquisti | Acquisti | Acquisti | Acquisti |
| R.       | Nome     | da       | Modalità |
| -------- | -------- | -------- | -------- |
|          |          |          |          |

| Cessioni | Cessioni      | Cessioni            | Cessioni   |
| R.       | Nome          | a                   | Modalità   |
| -------- | ------------- | ------------------- | ---------- |
| C        | Martina Maggi | Francavilla Fontana | svincolata |

## Risultati

### Serie A2

#### Girone di andata
| Arbitro: | Riccardo Neri (Terni) |

|                                                  |           |           |
| Ricciardi 30’, 32’ De Luca 52’, 65’ Lanzieri 55’ | Marcatori | 60’ Varia |

| Arbitro: | Emanuele Giardina (Acireale) |

|              |           |             |
| Manzella 64’ | Marcatori | 47’ De Luca |

| Arbitro: | Antonello Pompilio (Latina) |

|            |           |  |
| De Luca 9’ | Marcatori |  |

| Arbitro: | Davide Ghersini (Genova) |

|              |           |                                               |
| Pallotti 69’ | Marcatori | 47’ De Luca 50’ Berarducci 57’, 65’ Ricciardi |

### Coppa Italia

#### Prima fase
Girone C
| Francavilla Fontana 7 settembre 2008, ore 15:00 CEST | Vis Francavilla F. | 0 – 0 referto | Lazio CF |  |

| Fiumicino 14 settembre 2008, ore 15:00 CEST                                     | Lazio CF  | 4 – 0 referto | Napoli | Campo Vincenzo Cetorelli |
| \| \| \| \| \| Ricciardi 25’, 82’ Berarducci 57’ Di Bari 74’ \| Marcatori \| \| |           |               |        |                          |
|                                                                                 |           |               |        |                          |
| Ricciardi 25’, 82’ Berarducci 57’ Di Bari 74’                                   | Marcatori |               |        |                          |

| 28 settembre 2008, ore 15:00 CEST | Acmei Bari | 0 – 3 | Lazio CF |  |

| Fiumicino 11 gennaio 2009, ore 14:30 CET | Lazio CF | 0 – 0 referto | Roma CF | Campo Vincenzo Cetorelli |

## Statistiche

### Statistiche di squadra
| Competizione | Punti | In casa | In casa | In casa | In casa | In casa | In casa | In trasferta | In trasferta | In trasferta | In trasferta | In trasferta | In trasferta | Totale | Totale | Totale | Totale | Totale | Totale | DR  |
| Competizione | Punti | G       | V       | N       | P       | Gf      | Gs      | G            | V            | N            | P            | Gf           | Gs           | G      | V      | N      | P      | Gf     | Gs     | DR  |
| ------------ | ----- | ------- | ------- | ------- | ------- | ------- | ------- | ------------ | ------------ | ------------ | ------------ | ------------ | ------------ | ------ | ------ | ------ | ------ | ------ | ------ | --- |
| Serie A2     | 54    | 11      | 9       | 2       | 0       | 34      | 9       | 11           | 7            | 4            | 0            | 32           | 12           | 22     | 16     | 6      | 0      | 66     | 21     | +45 |
| Coppa Italia | -     | 2       | 1       | 1       | 0       | 4       | 0       | 2            | 1            | 1            | 0            | 3            | 0            | 4      | 2      | 2      | 0      | 7      | 0      | +7  |
| Totale       | -     | 13      | 10      | 3       | 0       | 38      | 9       | 13           | 8            | 5            | 0            | 35           | 12           | 26     | 18     | 8      | 0      | 73     | 21     | +52 |

### Statistiche delle giocatrici
| Giocatore      | Serie A  | Serie A | Serie A     | Serie A    | Coppa Italia | Coppa Italia | Coppa Italia | Coppa Italia | Totale   | Totale | Totale      | Totale     |
| Giocatore      | Presenze | Reti    | Ammonizioni | Espulsioni | Presenze     | Reti         | Ammonizioni  | Espulsioni   | Presenze | Reti   | Ammonizioni | Espulsioni |
| -------------- | -------- | ------- | ----------- | ---------- | ------------ | ------------ | ------------ | ------------ | -------- | ------ | ----------- | ---------- |
| S. Berarducci  | 19       | 16      | 0           | 1          | ?            | ?            | ?            | ?            | 19+      | 16+    | 0+          | 1+         |
| C. Capolunghi  | 19       | 0       | 1           | 0          | ?            | ?            | ?            | ?            | 19+      | 0+     | 1+          | 0+         |
| F. Colasuonno  | 17       | 13      | 2           | 1          | ?            | ?            | ?            | ?            | 17+      | 13+    | 2+          | 1+         |
| M. De Angelis  | 13       | 0       | 0           | 0          | ?            | ?            | ?            | ?            | 13+      | 0+     | 0+          | 0+         |
| S. De Angelis  | 21       | 0       | 1           | 0          | ?            | ?            | ?            | ?            | 21+      | 0+     | 1+          | 0+         |
| S. De Luca     | 22       | 18      | 0           | 0          | ?            | ?            | ?            | ?            | 22+      | 18+    | 0+          | 0+         |
| D. Di Bari     | 20       | 3       | 5           | 0          | ?            | ?            | ?            | ?            | 20+      | 3+     | 5+          | 0+         |
| M. Fazio       | 22       | -21     | 0           | 0          | ?            | ?            | ?            | ?            | 22+      | -21+   | 0+          | 0+         |
| A. Ferrazza    | 21       | 1       | 2           | 0          | ?            | ?            | ?            | ?            | 21+      | 1+     | 2+          | 0+         |
| G. Fiaschi     | 6        | 0       | 0           | 0          | ?            | ?            | ?            | ?            | 6+       | 0+     | 0+          | 0+         |
| J. Giannone    | 2        | 0       | 0           | 0          | ?            | ?            | ?            | ?            | 2+       | 0+     | 0+          | 0+         |
| V. Lanzieri    | 22       | 2       | 1           | 0          | ?            | ?            | ?            | ?            | 22+      | 2+     | 1+          | 0+         |
| N. Lo Buono    | 5        | 0       | 0           | 0          | ?            | ?            | ?            | ?            | 5+       | 0+     | 0+          | 0+         |
| M. Maggi       | 3        | 0       | 0           | 0          | ?            | ?            | ?            | ?            | 3+       | 0+     | 0+          | 0+         |
| C. Morelli     | 1        | -0      | 0           | 0          | ?            | ?            | ?            | ?            | 1+       | 0+     | 0+          | 0+         |
| A. Ricciardi   | 22       | 7       | 3           | 0          | ?            | ?            | ?            | ?            | 22+      | 7+     | 3+          | 0+         |
| C. Romanzi     | 0        | 0       | 0           | 0          | ?            | ?            | ?            | ?            | 0+       | 0+     | 0+          | 0+         |
| F. Savini      | 17       | 1       | 1           | 0          | ?            | ?            | ?            | ?            | 17+      | 1+     | 1+          | 0+         |
| A. Signoriello | 10       | 0       | 0           | 0          | ?            | ?            | ?            | ?            | 10+      | 0+     | 0+          | 0+         |
| F. Spânu       | 13       | 4       | 0           | 0          | ?            | ?            | ?            | ?            | 13+      | 4+     | 0+          | 0+         |
| M. Sulfaro     | 15       | 0       | 0           | 0          | ?            | ?            | ?            | ?            | 15+      | 0+     | 0+          | 0+         |